# Psygmomorpha
Psygmomorpha is een geslacht van vlinders van de familie visstaartjes (Nolidae), uit de onderfamilie Nolinae.

## Soorten
- P. trisecta Diakonoff, 1948